# 2464 Nordenskiöld
2464 Nordenskiöld este un asteroid din centura principală, descoperit pe 19 ianuarie 1939, de Yrjö Väisälä.